# Llista de biblioteques de les comarques gironines
Llista de biblioteques de l'àmbit territorial de les comarques gironines incloses en el Directori de Biblioteques de Catalunya.
| Nom | Municipi                   | Adreça                                             | Titularitat            | Codi? | Imatge                                                                           |
| --- | -------------------------- | -------------------------------------------------- | ---------------------- | ----- | -------------------------------------------------------------------------------- |
| Biblioteca Pública d'Anglès                                                                                   | Anglès                     | C. Indústria, 6 coord.                             | Ajuntament             | P0258 | Carregueu una nova foto                                                          |
| Biblioteca Rafael Vilà Barnils                                                                                | Arbúcies                   | C. del Pont, 2 coord.                              | Ajuntament             | P0117 | Carregueu una nova foto                                                          |
| Arxiu Comarcal del Pla de l'Estany. Biblioteca Auxiliar                                                       | Banyoles                   | Pl. del Monestir, 30 coord.                        | Generalitat            | E0044 | Carregueu una nova foto                                                          |
| Biblioteca Comarcal del Pla de l'Estany                                                                       | Banyoles                   | C. de la Llibertat, 155, 1r (Vila Olímpica) coord. | Ajuntament             | P0078 | Carregueu una nova foto                                                          |
| Biblioteca Salvador Raurich                                                                                   | Begur                      | C. Bonaventura Carreras, 11 coord.                 | Ajuntament             | P0028 | Biblioteca Salvador Raurich · Vegeu més fotos · Carregueu una nova foto          |
| Biblioteca Ramon Vidal                                                                                        | Besalú                     | C. Major, 13, 2n coord.                            | Ajuntament             | P0192 | Carregueu una nova foto                                                          |
| Biblioteca Josep Fontbernat i Verdaguer                                                                       | Bescanó                    | Pl. de les Nacions, 10-11 coord.                   | Ajuntament             | P0092 | Carregueu una nova foto                                                          |
| Arxiu Comarcal del Baix Empordà. Biblioteca Auxiliar                                                          | Bisbal d'Empordà, la       | C. Tarongers, 12 coord.                            | Generalitat            | E0042 | Carregueu una nova foto                                                          |
| Biblioteca Municipal de la Bisbal d'Empordà                                                                   | Bisbal d'Empordà, la       | Pg. Marimon Asprer, 7-9 coord.                     | Ajuntament             | P0209 | Carregueu una nova foto                                                          |
| Biblioteca Comarcal de Blanes                                                                                 | Blanes                     | Pg. Catalunya, 2 coord.                            | Ajuntament             | P0041 | Biblioteca Comarcal de Blanes · Vegeu més fotos · Carregueu una nova foto        |
| Biblioteca Municipal de Breda                                                                                 | Breda                      | Av. Verge de Montserrat, 20 coord.                 | Ajuntament             | P0420 | Carregueu una nova foto                                                          |
| Biblioteca Francesc Ferrer i Guàrdia                                                                          | Caldes de Malavella        | C. Llibertat, 6 coord.                             | Ajuntament             | P0186 | Biblioteca Francesc Ferrer i Guàrdia · Vegeu més fotos · Carregueu una nova foto |
| Biblioteca La Cooperativa de Sant Antoni de Calonge                                                           | Calonge                    | C. Sant Antoni, 56 coord.                          | Ajuntament             | P0290 | Carregueu una nova foto                                                          |
| Biblioteca Municipal Pere Caner                                                                               | Calonge                    | C. Sant Joan o de l'Educació, 26 coord.            | Ajuntament             | P0296 | Biblioteca Municipal Pere Caner · Vegeu més fotos · Carregueu una nova foto      |
| Biblioteca Municipal de Campdevànol                                                                           | Campdevànol                | Pl. Anselm Clavé coord.                            | Ajuntament             | P0011 | Carregueu una nova foto                                                          |
| Biblioteca Pública de Cassà de la Selva                                                                       | Cassà de la Selva          | C. del Molí, 9 coord.                              | Ajuntament             | P0114 | Carregueu una nova foto                                                          |
| Biblioteca Mercè Rodoreda                                                                                     | Castell-Platja d'Aro       | Av. de Fanals, 13 (Edifici Masia Bas) coord.       | Ajuntament             | P0062 | Carregueu una nova foto                                                          |
| Biblioteca Ramon Grabolosa i Puigrodon                                                                        | Castellfollit de la Roca   | C. Migdia, 1 coord.                                | Ajuntament             | P0216 | Carregueu una nova foto                                                          |
| Centre de Documentació del Parc Natural dels Aiguamolls de l'Empordà                                          | Castelló d'Empúries        | Ctra. De Sant Pere Pescador km, 13,6 coord.        | Generalitat            | E0311 | Carregueu una nova foto                                                          |
| Biblioteca Ramon Bordas i Estragués                                                                           | Castelló d'Empúries        | Pl. de les Monges, 2 coord.                        | Ajuntament             | P0091 | Carregueu una nova foto                                                          |
| Biblioteca Municipal de Celrà                                                                                 | Celrà                      | Ctra. de Juià, 46 coord.                           | Ajuntament             | P0063 | Carregueu una nova foto                                                          |
| Biblioteca Víctor Català                                                                                      | Escala, l'                 | Pl. Víctor Català, 10 coord.                       | Ajuntament             | P0143 | Carregueu una nova foto                                                          |
| Biblioteca dels Jutjats de Figueres                                                                           | Figueres                   | C. Arnera, 7 coord.                                | Generalitat            | E0004 | Carregueu una nova foto                                                          |
| Arxiu Comarcal de l'Alt Empordà. Biblioteca Auxiliar                                                          | Figueres                   | Pl. de l'Escorxador coord.                         | Generalitat            | E0020 | Carregueu una nova foto                                                          |
| Biblioteca Fages de Climent                                                                                   | Figueres                   | Pl. del Sol, 11 coord.                             | Ajuntament             | P0120 | Carregueu una nova foto                                                          |
| Biblioteca del Centre Penitenciari de Figueres                                                                | Figueres                   | C. Sant Pau, 158 coord.                            | Generalitat            | P0376 | Carregueu una nova foto                                                          |
| Biblioteca Bonaventura Carles Aribau                                                                          | Garriguella                | C. Sant Ferran, 1 coord.                           | Ajuntament             | P0292 | Carregueu una nova foto                                                          |
| Biblioteca del Palau de Justícia de Girona                                                                    | Girona                     | Pl. Josep Maria Lidón, 1 coord.                    | Generalitat            | E0023 | Carregueu una nova foto                                                          |
| Museu d'Art de Girona. Biblioteca                                                                             | Girona                     | Pda. de la Catedral, 12 coord.                     | Generalitat            | E0024 | Carregueu una nova foto                                                          |
| Arxiu Històric de Girona. Biblioteca                                                                          | Girona                     | Pl. de Sant Josep, 1 coord.                        | Adm. Gral. de l';Estat | E0037 | Carregueu una nova foto                                                          |
| Museu d'Arqueologia de Catalunya (Girona). Biblioteca                                                         | Girona                     | C. Pedret, 95 coord.                               | Generalitat            | E0091 | Carregueu una nova foto                                                          |
| Biblioteca dels Jutjats de Girona                                                                             | Girona                     | Av. Ramon Folch, 4-6 coord.                        | Generalitat            | E0099 | Carregueu una nova foto                                                          |
| Delegació Provincial de l'INE a Girona. Biblioteca                                                            | Girona                     | C. Cap de Creus, 6, baixos coord.                  | Adm. Gral. de l';Estat | E0135 | Carregueu una nova foto                                                          |
| Patronat Call de Girona. Biblioteca                                                                           | Girona                     | C. Força, 8 coord.                                 | Altra titularitat      | E0148 | Carregueu una nova foto                                                          |
| Biblioteca de l'Hospital Universitari de Girona Dr. Josep Trueta                                              | Girona                     | Av. de França coord.                               | Generalitat            | E0151 | Carregueu una nova foto                                                          |
| Biblioteca Josep Riera de la Demarcació de Girona del Col·legi d'Arquitectes de Catalunya                     | Girona                     | Pl. de la Catedral, 8 coord.                       | Privada                | E0158 | Carregueu una nova foto                                                          |
| Biblioteca Centre d'Estudis Freudians de Girona                                                               | Girona                     | C. Francesc Ciurana, 15, 3r.1a. coord.             | Privada                | E0201 | Carregueu una nova foto                                                          |
| Biblioteca de l'Il·lustre Col·legi d'Advocats de Girona                                                       | Girona                     | Pl. Jaume Vicens Vives, 4 coord.                   | Privada                | E0212 | Carregueu una nova foto                                                          |
| Biblioteca del Col·legi d'Aparelladors, Arquitectes Tècnics i Enginyers d'Edificació de Girona                | Girona                     | C. Sta. Eugènia, 19 coord.                         | Privada                | E0279 | Carregueu una nova foto                                                          |
| Biblioteca Col·legi de Farmacèutics de la Província de Girona                                                 | Girona                     | C. Ultònia, 13 coord.                              | Privada                | E0281 | Carregueu una nova foto                                                          |
| DIXIT Girona. Centre de Documentació de Serveis Socials Marià Casadevall                                      | Girona                     | C. Bernat Boades, 68 coord.                        | Altra titularitat      | E0298 | Carregueu una nova foto                                                          |
| Biblioteca Antònia Adroher                                                                                    | Girona                     | C. Can Sunyer, 46 coord.                           | Ajuntament             | P0036 | Biblioteca Antònia Adroher · Carregueu una nova foto                             |
| Biblioteca Pública de Girona Carles Rahola                                                                    | Girona                     | Emili Grahit, 4-6 coord.                           | Adm. Gral. de l';Estat | P0100 | Biblioteca Pública de Girona Carles Rahola · Carregueu una nova foto             |
| Biblioteca Just M. Casero                                                                                     | Girona                     | Pl. de l'Om, 1 coord.                              | Ajuntament             | P0103 | Carregueu una nova foto                                                          |
| Biblioteca Salvador Allende                                                                                   | Girona                     | C. de Baix, 2 coord.                               | Ajuntament             | P0219 | Carregueu una nova foto                                                          |
| Biblioteca Ernest Lluch                                                                                       | Girona                     | C. Saragossa, 27 coord.                            | Ajuntament             | P0315 | Carregueu una nova foto                                                          |
| Biblioteca del Centre Penitenciari de Girona                                                                  | Girona                     | C. Menorca, 16 coord.                              | Generalitat            | P0377 | Carregueu una nova foto                                                          |
| Punt de Lectura de Torre Gironella                                                                            | Girona                     | Gr. Torre Gironella, 102 coord.                    | Ajuntament             | P0431 | Carregueu una nova foto                                                          |
| Punt de Lectura de Sant Narcís                                                                                | Girona                     | Pl. Assumpció, 27 coord.                           | Ajuntament             | P0432 | Carregueu una nova foto                                                          |
| Universitat de Girona. Biblioteca del Campus Centre                                                           | Girona                     | C. Emili Grahit, 77 coord.                         | Universitat            | U0034 | Carregueu una nova foto                                                          |
| Universitat de Girona. Biblioteca del Campus de Montilivi                                                     | Girona                     | C. Maria Aurèlia Capmany, 67 coord.                | Universitat            | U0035 | Carregueu una nova foto                                                          |
| Universitat de Girona. Biblioteca del Campus del Barri Vell                                                   | Girona                     | Pl. Ferrater Mora, 1 coord.                        | Universitat            | U0036 | Carregueu una nova foto                                                          |
| Universitat de Girona. Cartoteca                                                                              | Girona                     | Pl. Ferrater Mora, 1 coord.                        | Universitat            | U0037 | Carregueu una nova foto                                                          |
| Universitat de Girona. Centre de Documentació Europea                                                         | Girona                     | Campus de Montilivi coord.                         | Universitat            | U0038 | Carregueu una nova foto                                                          |
| Biblioteca Modest Salse i Camarasa                                                                            | Hostalric                  | Camí dels Ollers coord.                            | Ajuntament             | P0273 | Carregueu una nova foto                                                          |
| Biblioteca Carles Bosch de la Trinxeria                                                                       | Jonquera, la               | C. Major, 101, 2n coord.                           | Ajuntament             | P0191 | Carregueu una nova foto                                                          |
| Biblioteca Julià Cutiller                                                                                     | Llagostera                 | C. Lleó I, 2 coord.                                | Ajuntament             | P0077 | Biblioteca Julià Cutiller · Carregueu una nova foto                              |
| Biblioteca Pere Calders                                                                                       | Llançà                     | Pl. Major coord.                                   | Ajuntament             | P0203 | Carregueu una nova foto                                                          |
| Biblioteca Municipal de Lloret de Mar                                                                         | Lloret de Mar              | Pl. Pere Torrent, 1 coord.                         | Ajuntament             | P0184 | Biblioteca Municipal de Lloret de Mar · Carregueu una nova foto                  |
| Biblioteca Municipal de Maçanet de la Selva                                                                   | Maçanet de la Selva        | C. de Cabrera, 12 coord.                           | Ajuntament             | P0287 | Carregueu una nova foto                                                          |
| Arxiu Comarcal de la Garrotxa. Biblioteca Auxiliar                                                            | Olot                       | C. Hospici, 8 coord.                               | Generalitat            | E0066 | Carregueu una nova foto                                                          |
| Centre de Documentació del Parc Natural de la Zona Volcànica de la Garrotxa                                   | Olot                       | Av. Santa Coloma, 45 coord.                        | Generalitat            | E0221 | Carregueu una nova foto                                                          |
| Observatori del Paisatge de Catalunya. Centre de Documentació                                                 | Olot                       | C. Hospici, 8 coord.                               | Ajuntament             | E0301 | Carregueu una nova foto                                                          |
| Biblioteca Marià Vayreda                                                                                      | Olot                       | C. Pati, 2 coord.                                  | Ajuntament             | P0244 | Carregueu una nova foto                                                          |
| Biblioteca de Palafrugell                                                                                     | Palafrugell                | C. Sant Martí, 18 coord.                           | Ajuntament             | P0303 | Biblioteca de Palafrugell · Vegeu més fotos · Carregueu una nova foto            |
| Biblioteca Lluís Barceló i Bou                                                                                | Palamós                    | Pl. dels Països Catalans, 1 coord.                 | Ajuntament             | P0125 | Carregueu una nova foto                                                          |
| Biblioteca del Palau de Peralada                                                                              | Peralada                   | Pl. del Carme coord.                               | Privada                | E0171 | Biblioteca del Palau de Peralada · Vegeu més fotos · Carregueu una nova foto     |
| Biblioteca Carles Fontserè                                                                                    | Porqueres                  | Balmes, 27                                         | Ajuntament             |       | Carregueu una nova foto                                                          |
| Centre de Documentació del Parc Natural de Cap de Creus                                                       | Port de la Selva, el       | Mtir. de Sant Pere de Rodes coord.                 | Generalitat            | E0310 | Carregueu una nova foto                                                          |
| Biblioteca Municipal del Port de la Selva                                                                     | Port de la Selva, el       | C. Llançà, 3 coord.                                | Ajuntament             | P0435 | Carregueu una nova foto                                                          |
| Biblioteca Comtat de Cerdanya                                                                                 | Puigcerdà                  | C. del Claustre, 12                                | Ajuntament             |       | Carregueu una nova foto                                                          |
| Biblioteca Terra Baixa                                                                                        | Ribes de Freser            | C. Puigmal, 20 coord.                              | Ajuntament             | P0197 | Carregueu una nova foto                                                          |
| Biblioteca Pública Municipal de Riells i Viabrea                                                              | Riells i Viabrea           | C. Escoles coord.                                  | Ajuntament             | P0419 | Carregueu una nova foto                                                          |
| Arxiu Comarcal del Ripollès. Biblioteca Auxiliar                                                              | Ripoll                     | C. Raval de l'Hospital, 2 coord.                   | Generalitat            | E0101 | Carregueu una nova foto                                                          |
| Biblioteca Lambert Mata                                                                                       | Ripoll                     | C. Vinyes, 1 coord.                                | Ajuntament             | P0343 | Carregueu una nova foto                                                          |
| Biblioteca Municipal Anna Nadal i Serra                                                                       | Riudellots de la Selva     | C. Major, 17-19 coord.                             | Ajuntament             | P0436 | Carregueu una nova foto                                                          |
| Biblioteca Jaume Vicens Vives                                                                                 | Roses                      | C. Girona, 22-30 coord.                            | Ajuntament             | P0161 | Carregueu una nova foto                                                          |
| Biblioteca de l'Institut d'Assistència Sanitària (Hospital de Santa Caterina. Parc Hospitalari Martí i Julià) | Salt                       | C. Doctor Castany coord.                           | Generalitat            | E0184 | Carregueu una nova foto                                                          |
| Biblioteca d'en Massagran                                                                                     | Salt                       | C. Major, 204 coord.                               | Ajuntament             | P0194 | Carregueu una nova foto                                                          |
| Biblioteca Pública de Salt Iu Bohigas                                                                         | Salt                       | C. Sant Antoni, 1 coord.                           | Ajuntament             | P0288 | Biblioteca Pública de Salt Iu Bohigas · Carregueu una nova foto                  |
| Biblioteca Pública Octavi Viader i Margarit                                                                   | Sant Feliu de Guíxols      | C. Joan Surís, 28-34 coord.                        | Ajuntament             | P0323 | Biblioteca Pública Octavi Viader i Margarit · Carregueu una nova foto            |
| Biblioteca Josep M. de Garganta                                                                               | Sant Feliu de Pallerols    | Pl. El Firal, 23 coord.                            | Ajuntament             | P0109 | Carregueu una nova foto                                                          |
| Biblioteca Miquel Martí i Pol                                                                                 | Sant Gregori               | Plaça Rafel Masó, s/n coord.                       | Ajuntament             | P0220 | Carregueu una nova foto                                                          |
| Biblioteca Municipal Sant Hilari Sacalm                                                                       | Sant Hilari Sacalm         | Pl. Dr. Gravalosa, 4 coord.                        | Ajuntament             | P0136 | Carregueu una nova foto                                                          |
| Biblioteca Municipal Josep Picola                                                                             | Sant Joan de les Abadesses | C. Pere Rovira, 16 coord.                          | Ajuntament             | P0250 | Carregueu una nova foto                                                          |
| Biblioteca Francesc Caula                                                                                     | Sant Joan les Fonts        | C. Aiguanegra, 3, 2n coord.                        | Ajuntament             | P0002 | Carregueu una nova foto                                                          |
| Aula de Lectura Municipal de Sant Julià de Ramis                                                              | Sant Julià de Ramis        | Ctra. de Banyoles, 52 coord.                       | Ajuntament             | P0422 | Carregueu una nova foto                                                          |
| Arxiu Comarcal de la Selva. Biblioteca Auxiliar                                                               | Santa Coloma de Farners    | C. Camprodon, 79 coord.                            | Generalitat            | E0012 | Arxiu Comarcal de la Selva · Carregueu una nova foto                             |
| Biblioteca Joan Vinyoli                                                                                       | Santa Coloma de Farners    | Pg. Sant Salvador, 1                               | Ajuntament             | P0310 | Carregueu una nova foto                                                          |
| Biblioteca del Monestir de Santa Maria de Solius                                                              | Santa Cristina d'Aro       | Mtir. de Santa Maria de Solius coord.              | Privada                | E0278 | Carregueu una nova foto                                                          |
| Biblioteca Baldiri Reixac                                                                                     | Santa Cristina d'Aro       | Av. Església, 33 coord.                            | Ajuntament             | P0145 | Carregueu una nova foto                                                          |
| Biblioteca Municipal Emília Xargay                                                                            | Sarrià de Ter              | Pl. Catalunya, 1 coord.                            | Ajuntament             | P0200 | Carregueu una nova foto                                                          |
| Biblioteca Jaume Marquès i Casanovas                                                                          | Sils                       | Pg. Sants Cosme i Damià coord.                     | Ajuntament             | P0314 | Carregueu una nova foto                                                          |
| Museu de la Mediterrània. Centre de Documentació del Montgrí, Illes Medes i Baix Ter                          | Torroella de Montgrí       | C. Ullà, 32 coord.                                 | Altra titularitat      | E0280 | Museu de la Mediterrània · Vegeu més fotos · Carregueu una nova foto             |
| Biblioteca Municipal Pere Blasi                                                                               | Torroella de Montgrí       | C. Porta Nova, 54 coord.                           | Ajuntament             | P0261 | Biblioteca Municipal Pere Blasi · Carregueu una nova foto                        |
| Biblioteca Municipal de l'Estartit                                                                            | Torroella de Montgrí       | C. Església, 84 coord.                             | Ajuntament             | P0383 | Carregueu una nova foto                                                          |
| Biblioteca Municipal Manuel Vilà i Dalmau                                                                     | Tossa de Mar               | C. Víctor Català, 10 coord.                        | Ajuntament             | P0341 | Carregueu una nova foto                                                          |
| Biblioteca Joan Rigau i Sala                                                                                  | Vidreres                   | C. Orient, 18 coord.                               | Ajuntament             | P0232 | Carregueu una nova foto                                                          |
| Biblioteca Municipal de Vilajuïga                                                                             | Vilajuïga                  | Pl. 11 de Setembre, 1 coord.                       | Ajuntament             | P0428 | Carregueu una nova foto                                                          |
| Biblioteca Municipal Can Roscada                                                                              | Vilobí d'Onyar             | Trv. Casa de la Vila, 2 coord.                     | Ajuntament             | P0360 | Carregueu una nova foto                                                          |